# Новотный, Павол
Па́вол Но́вотный (в.-луж. Pawoł Nowotny, 6 января 1912 года, Жидов, около Баутцена, Германия — 2 декабря 2010 года, Баутцен, Германия) — лужицкий общественный деятель, учёный, педагог, историк культуры и фольклорист. Основатель Института сербского народоведения. Лауреат премии имени Якуба Чишинского.

## Биография
Родился 6 января 1912 года в лужицком селе Жидов (Зедау) в рабочей семье. В 1929 году опубликовал свою первую статью в лужицкой газете «Serbske Nowiny». В 1931 году поступил на педагогический институт в Дрездене. Его учителями были германист Адольф Шпамер и лужицкий композитор Бярнат Крауц. После прихода к власти национал-социалистов в 1933 году был исключён из института из-за своей связи с Ассоциацией сербских студентов и отношений с Яном Скалай, после чего эмигрировал в Польшу, где продолжил своё обучение в Познани. В 1937 году закончил своё образование, получив научную степень магистра педагогики. После обучения работал до 1939 года преподавателем немецкого языка в польской школе в Данциге.
После начала Второй мировой войны был арестован и провёл в заключении почти два года. В 1941 году был освобождён из заключения и отправлен рядовым на Восточный фронт. После войны до 1947 года находился во французском плену. В этом же году возвратился в Баутцен.
В Баутцене вступил в Социалистическую единую партию Германии и стал заниматься общественной деятельностью среди лужичан. С 1948 года по 1982 год был членом Федерального совета лужицкой культурной и общественной организации Домовина. С 1949 года по 1951 год был жупаном (председателем) Будишинского районного отделения Домовины. В это же время был председателем школьного совета округа Баутцен-Норд, сменив на этой должности Павола Недо. Занимался организацией сербского школьного и высшего образования. По его инициативе был 1 мая 1951 года создан Институт сербского народоведения (Institut za serbski ludospyt), который в 1992 году был преобразован в Сербский институт. Стал первым ректором Института сербского народоведения.
В 1951 году в административном управлении Домовины произошёл политический конфликт. Поддержал кандидатуру на пост заместителя председателя католического священника Юрия Гандрика, за что был обвинён вместе с Паволом Недо и Яном Цыжем в поддержке «сербского пессимистического национализма, германской и чешской буржуазии». Несмотря на давление новых властей ГДР, проработал в руководящих органах Домовины до 1976 года, когда вышел на пенсию.
Будучи ректором Института сербского народоведения, написал несколько научных сочинений по лужицкой фольклористике. Опубликовал около 200 научных статей по сорабистике.
В 1970 году был удостоен премии имени Якуба Чишинского.
Скончался 2 декабря 2010 года в Баутцене.

## Награды
- Лауреат премии имени Якуба Чишинского (1970);
- «За заслуги перед Отечеством» III степени — награждён в 1977 году.